# 엡타메롱

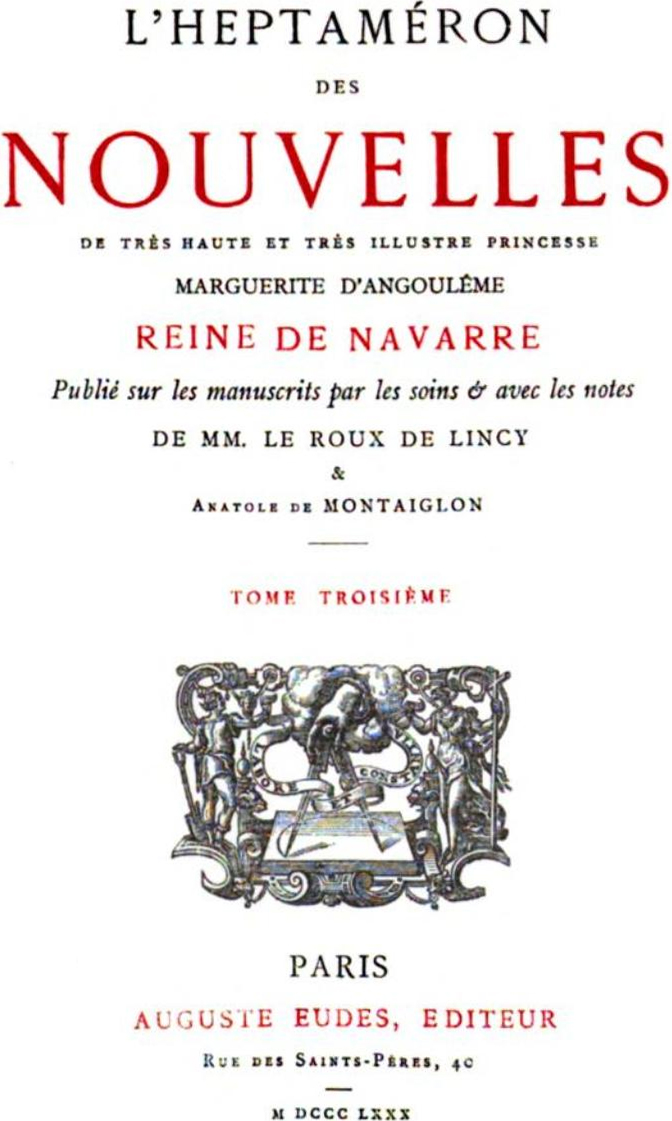

엡타메롱(Heptameron, 1558-59)은 마르그리트 드 나바르의 단편소설집이다.
보카치오의 <데카메론>에서 힌트를 얻어 열 사람의 귀족이 수도원에 모여 이야기를 하는데 열흘에 모두 백 가지 이야기를 하도록 한다는 구상으로 1542년경부터 집필하였고 72편이 현존해 있다. 노골적인 테마를 선택하여 뛰어난 심리적 리얼리즘과 작가의 플라토니즘적 연애관과 도덕관의 투영으로 중세 전래의 민중적 폭로 이야기의 영역을 벗어나 아직까지도 애독하기에 충분한 근대성을 구비하고 있다.